# Kalanga (langue)
Pour les articles homonymes, voir Kalanga.
Cet article concerne la langue kalanga. Pour le peuple kalanga, voir Kalangas.
Le kalanga (ou ikalanga) est une langue bantoue parlée en Afrique australe, notamment au Zimbabwe, où elle figure parmi les 16 langues officielles, et au Botswana (141 616 locuteurs en 2011).
Le nombre de locuteurs est estimé à 196 000 au Zimbabwe en 2005 et 142 000 en 2015.